# Albert Lang
Pour les articles homonymes, voir Lang.
Albert Lang, né le 15 novembre 1847 à Carlsruhe et mort le 1er décembre 1933 à Munich, est un peintre allemand.

## Biographie
Albert Lang est le fils d'un commerçant, Heinrich Lang, et de son épouse, née Katharina Kaufmann. Il commence à étudier l'architecture dans sa ville natale, avant d'entrer à l'académie d'architecture de Berlin dans la classe d'Heinrich Strack. C'est après un voyage en Italie, où il s'est rendu à cause de sa santé fragile en 1869-1870, qu'il se voue à la peinture. Son ami Carl Schuch l'encourage et le présente au professeur Alexandre Strähuber. Lang s'installe à Munich pour y étudier. Il est grandement influencé par Hans Thoma et Wilhelm Leibl, alors que l'école de Munich est florissante, autour de Carl von Piloty.
Il fréquente brièvement l'académie des beaux-arts de Carlsruhe en 1873 et repart pour l'Italie avec Hans Thoma en 1874. Ils sont à Rome entre mars et mai, après quoi Thoma retourne en Allemagne. Albert Lang, quant à lui, va demeurer quatorze ans à Florence.
C'est à Florence qu'il fait la connaissance du peintre Hans von Marées. Ils forment un groupe de peintres, d'intellectuels et d'artistes composé également de Peter Bruckmann (de), Konrad Fiedler, Adolf von Hildebrand, etc. Karl von Pidoll et Arnold Böcklin les fréquentent, mais n'appartiennent pas à leur groupe au point de vue pictural.
Albert Lang épouse à Florence en 1881 Maria Francesca Ludovica Zampis, dont il a un fils, le futur peintre Leonhard Lang, en 1878. Il retourne en Allemagne en 1888 et emménage à Francfort, où demeure son ami Hans Thoma.
Albert Lang part vivre à Munich en 1897, mais il souffre des yeux, et il finit par devenir aveugle. Il meurt à l'âge de quatre-vingt-six ans à Munich.

## Illustrations

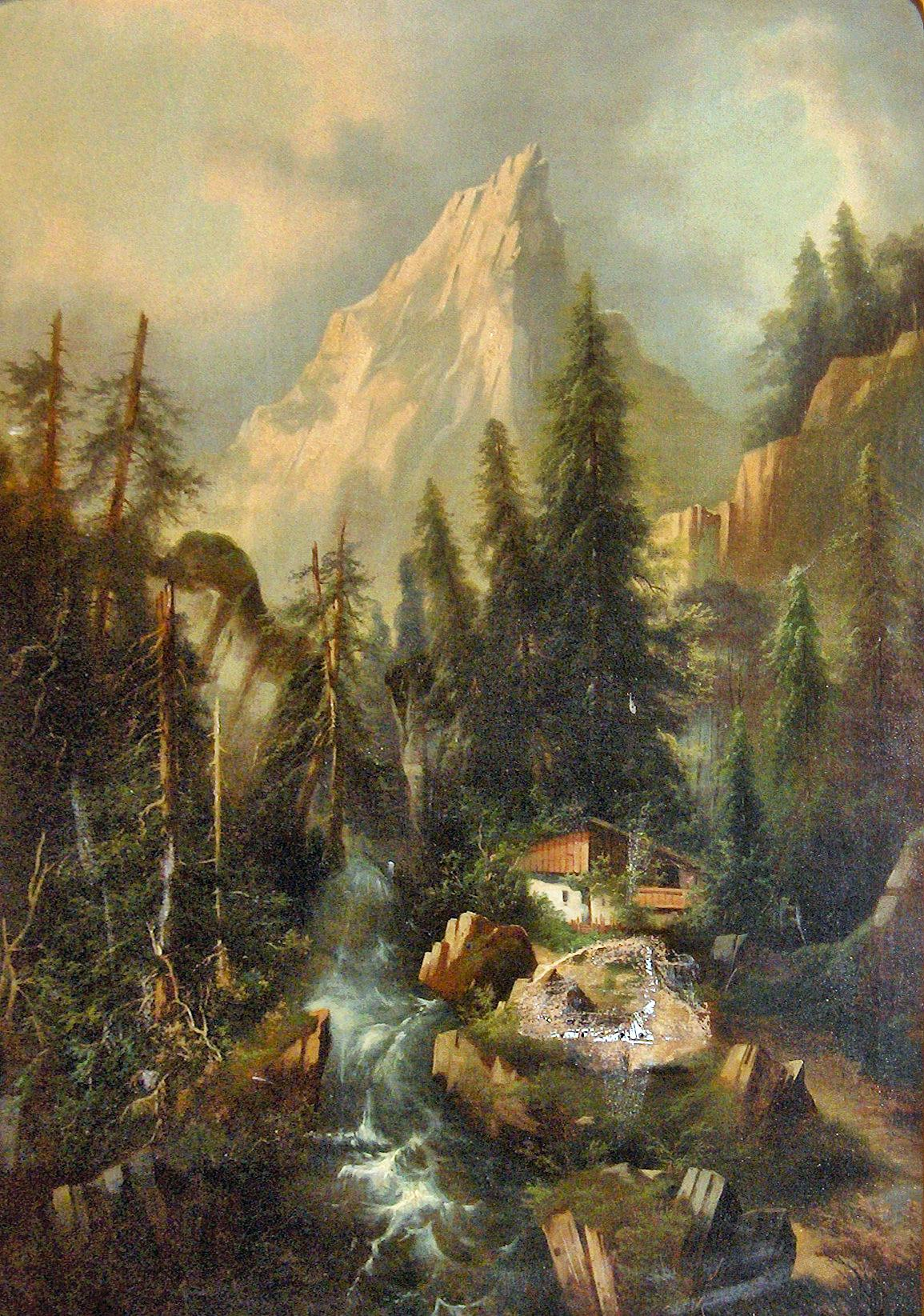
Paysage des Alpes, collection privée
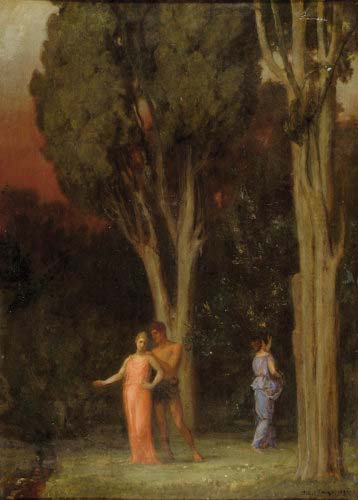
Bois de cyprès (1891)